# Elisabeth Baumeister-Bühler
Elisabeth Baumeister-Bühler (* 22. April 1912 in Thale; † 13. Juni 2000 in Baden-Baden) war eine deutsche Bildhauerin und Medailleurin. Sie war als erste Dombildhauerin an der Dombauhütte Köln angestellt und schuf mehrere Plastiken an der West- und Südseite des Kölner Domes. Für den neu konzipierten Figurenschmuck des Kölner Rathausturmes schuf sie die Skulpturen von Theophanu und Agilolf von Köln.

## Leben

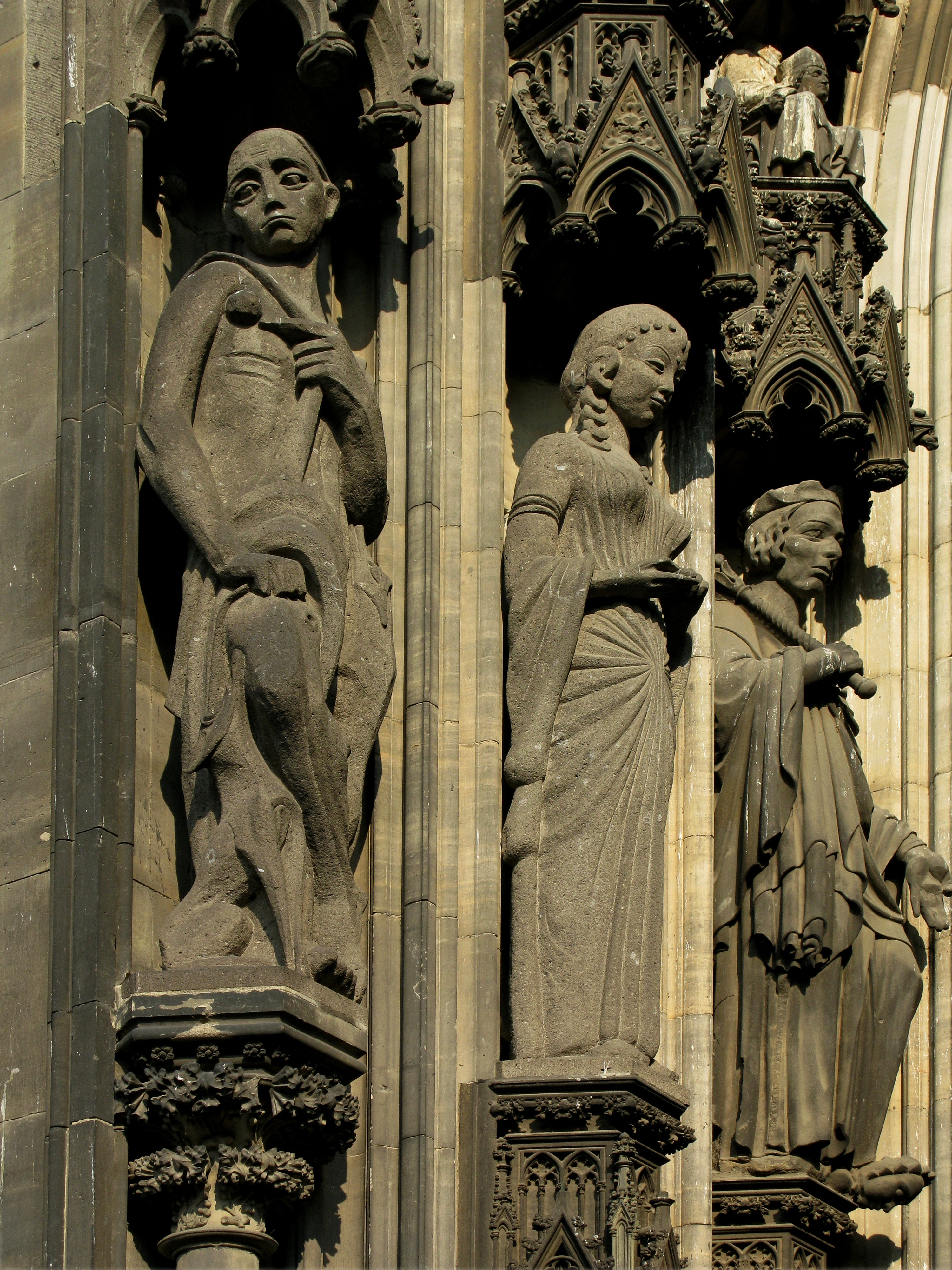
Dreikönigsportal am Kölner Dom: Hiob (links), Königin von Saba (Mitte)

Nach ihrer schulischen Ausbildung in einem Internat und einer privaten Ausbildung in Malerei und Grafik in Zürich und Dresden begann sie 1931 ein zweijähriges Studium an der Kunstakademie Weimar. Hier wurde sie entscheidend von Richard Engelmann beeinflusst. Nachdem Engelmann nicht mehr in Weimar Studenten ausbilden durfte, setzte sie 1933  das Studium an der Vereinigten Staatsschule für freie und angewandte Kunst bei Wilhelm Gerstel in Berlin fort. Nach Abschluss des Studiums im Jahr 1939 ging sie als Meisterschülerin von Fritz von Graevenitz an die Staatliche Akademie der Bildenden Künste Stuttgart.
Im Jahr 1941 eröffnete sie ihr erstes Atelier in Berlin. Während des Krieges bearbeitete sie eine Reihe von kleinen, privaten Aufträgen, meist in Form von Kinderporträts. Im Jahr 1943 begann sie in Thale Schüler im Zeichnen und plastischen Gestalten zu unterrichten. Nach der Hochzeit mit dem Arzt Alexander Baumeister (1895–1957) erfolgte der Umzug nach Weimar, wo sie sich mit Kleinplastiken an Ausstellungen beteiligte. Nach einem kurzen Aufenthalt in Berlin zog sie 1951 nach Köln, wo sie zunächst in der Arztpraxis ihres Mannes arbeitete. Nach seinem Tod wurde sie als erste Frau 1958 als Dombildhauerin bei der Dombauhütte des Kölner Domes angestellt. Im Auftrag des Dombaumeisters Willy Weyres schuf sie mehrere Großplastiken für das Dreikönigsportal. Sie restaurierte im Bereich des Südportals zahlreiche, im Krieg beschädigte Figuren sowie zahlreiche Archivolten in den gotischen Fensterbögen.
Elisabeth Baumeister-Bühler schuf zahlreiche Plastiken, Brunnen, Reliefs, Grabmonumente, Entwürfe für Türen, Türgriffe und Portale sowie Porträts in verschiedenen Materialien im privaten und öffentlichen Auftrag. Im Rahmen der Neukonzeption des Figurenschmucks am Kölner Rathausturm erhielt sie die Aufgabe die Skulpturen von Theophanu und Agilolf von Köln zu erschaffen.

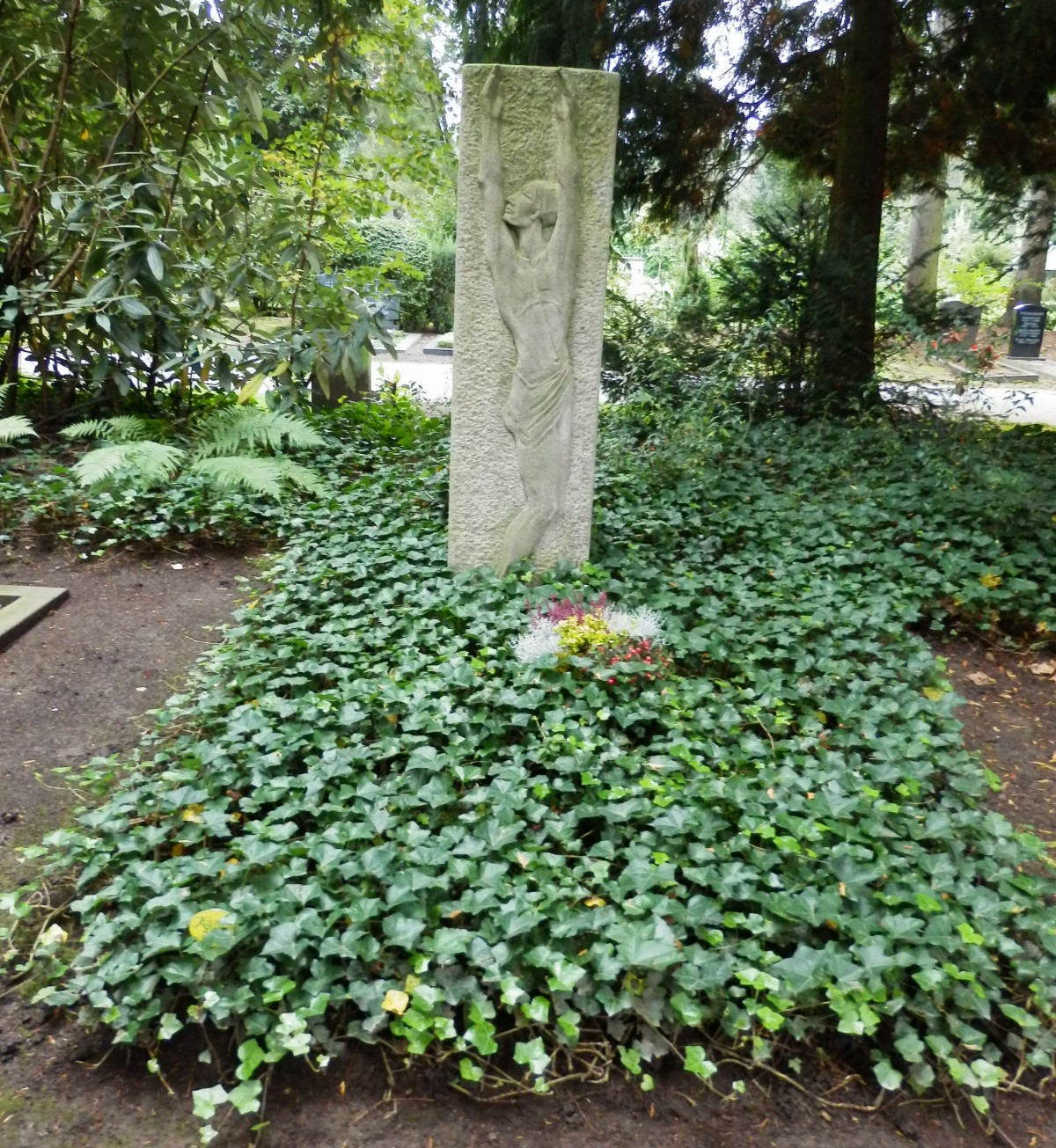
Familiengrab auf dem Kölner Südfriedhof

Gemeinsam mit Kurt-Wolf von Borries, Heribert Calleen, Heide Dobberkau, Hildegard Domizlaff, Hans Karl Burgeff und anderen gehörte Elisabeth Baumeister-Bühler zu den bedeutendsten Vertretern der Kölner Medaillenkunst des 20. Jahrhunderts.
Die Künstlerin war Mitglied im Internationalen Lyceum-Club Köln, der aus dem 1902 gegründeten Kölner Frauenclub hervorgegangen ist.
Elisabeth Baumeister-Bühler wurde im Grab ihres Mannes auf dem Kölner Südfriedhof (Flur 43) beigesetzt.

## Werke

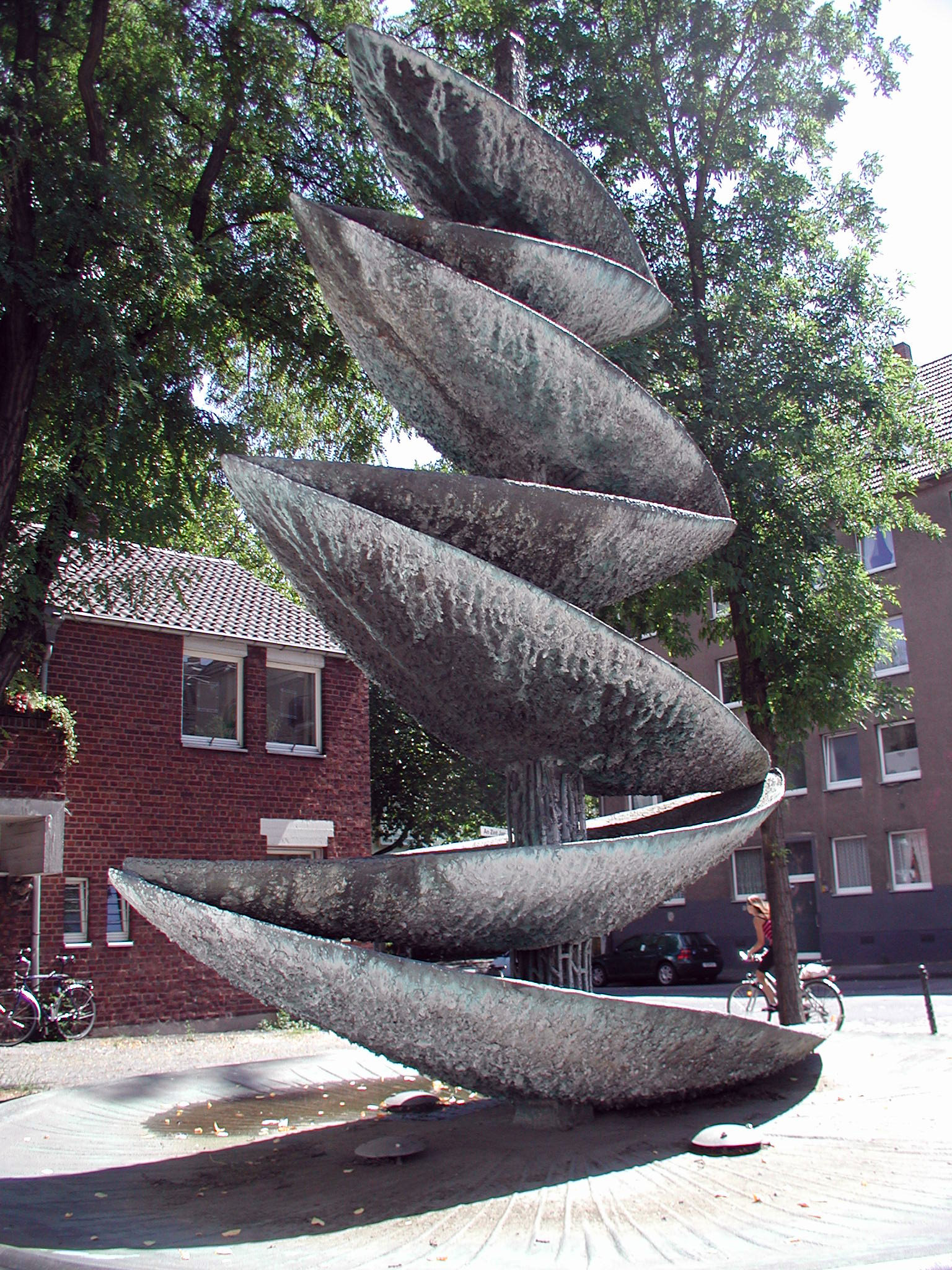
Arnold-von-Siegen-Brunnen

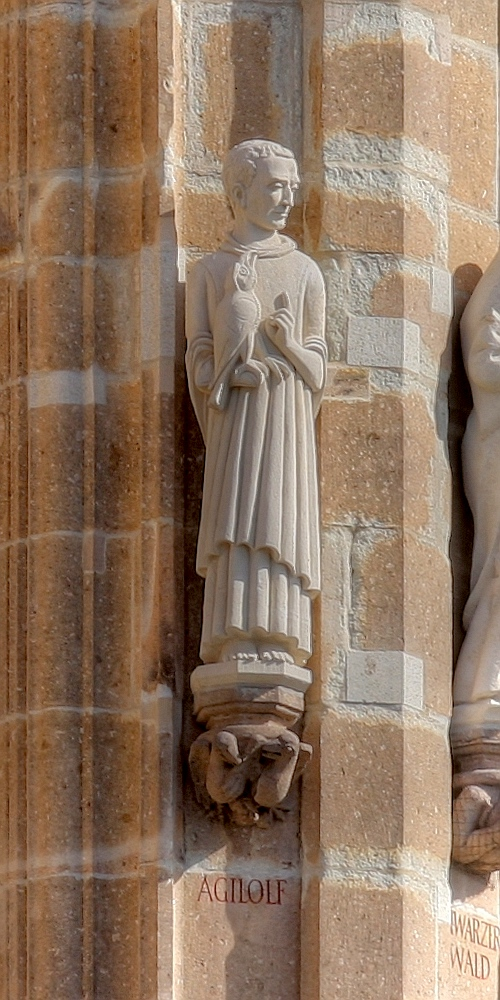
Rathausturm Köln: Agilolf-Figur

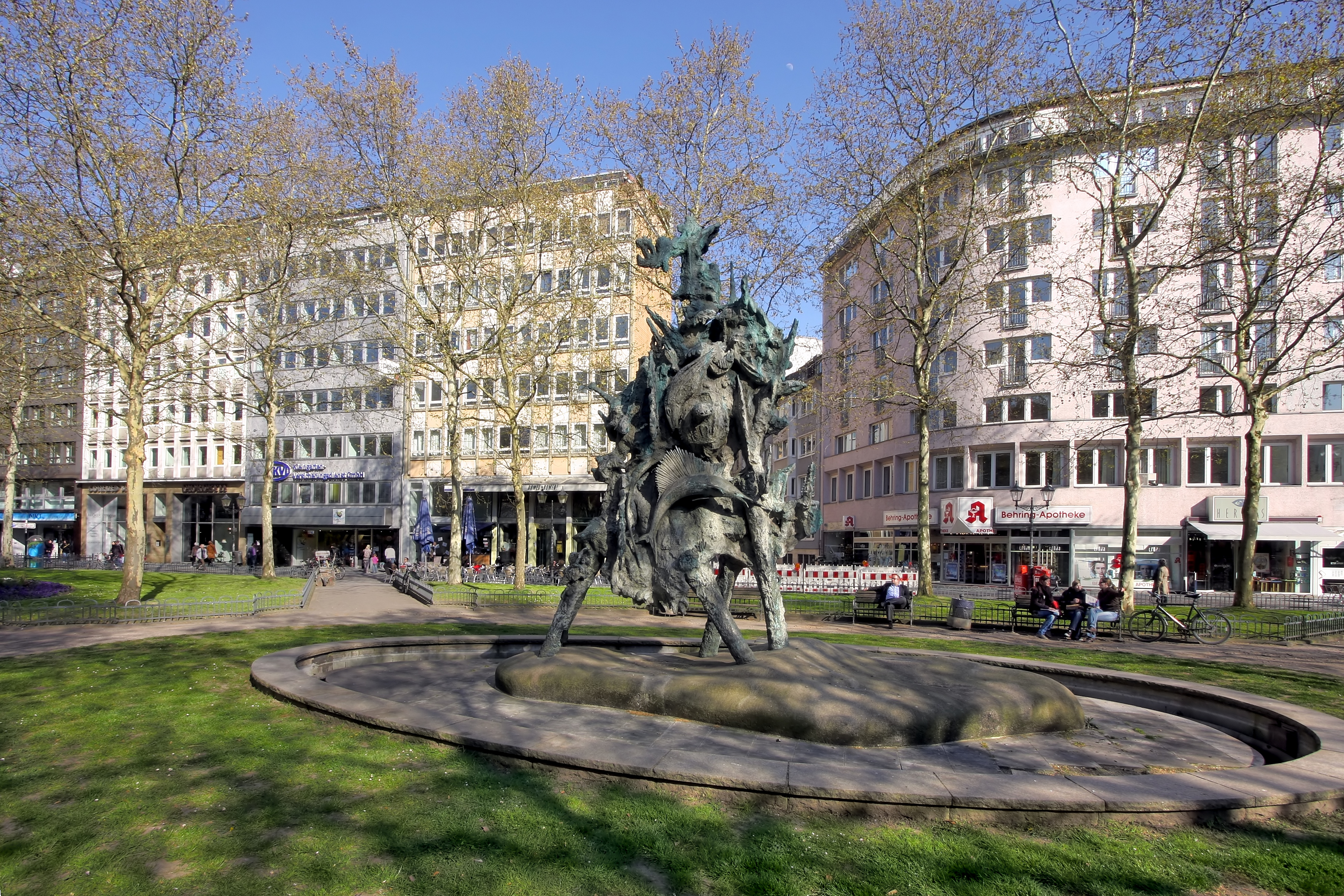
Gothaer Brunnen

### Arbeiten am Kölner Dom (1958 bis 1962)
- Abel
- Japhet
- Hiob
- Königin von Saba
- Köpfe der Figuren des Alten Testaments
- Köpfe der Figuren der Heiligen Drei Könige
- Kopf der Hl. Ursula
- Kopf der Hl. Caecila
- Kopf des König Melchior
- Kopf von Josias
- Kopf von  König David
- Kopf der Witwe von Sarepta und Melchisedech.

### Figuren am Kölner Rathaussturm
- Theophanu
- Agilolf von Köln

### Brunnen
- Gothaer Brunnen (Fischbrunnen), Köln (1971/72)
- Arnold von Siegen-Brunnen, Köln (1962)

### Plastiken und Medaillen (Auswahl)
- Relief für die Olympischen Spiele 1936, Berlin (1936)
- Eingangsportal von St. Bernhard, Köln,  Relief Arche Noah (1961)
- Elefant, Köln, Gereonswall (1965)
- Ikarus, Kunsthalle Köln (1968), 2002 gestohlen
- Tierfigurengruppe, Köln-Mülheim, Hacketäuerstraße (1969)
- Delphin, Bronzetürgriff (1975)
- Bärengruppe, Köln-Niehl (1977)
- Liegendes Fohlen, Kleinplastik
- Theo Burauen, Plastik
- Büste von Johannes Paul II.
- Johannes Paul II auf der Vorderseite, Kölner Dom auf der Rückseite, Bronzegussmedaillon (1980)
- Alexander Solschenizyn, Medaille, Gelbbronzeguss (1975)
- Johann Wolfgang von Goethe, Medaille, 1982

## Ausstellungen
- 1963 Salzburg, Kunstausstellung im Künstlerhaus anlässlich der Salzburger Festspiele
- 1968 Paris, Musée d’Art moderne de la ville de Paris
- 1971 Bonn-Bad Godesberg, Internationaler Club la Redoute
- 1972 Rom, Palazzo delle Esposizioni
- 1974 Aubonne, Galerie Chantepieree
- 1975 Ars Sacra, Köln

weitere Ausstellungen: Köln (GEDOK), Berlin, Düsseldorf, München, Hattingen.

## Ehrungen
In Köln-Lövenich wurde die Baumeister-Bühler-Straße nach ihr benannt.